# Margaret Purce
Margaret "Midge" Purce (Olney, Maryland, Estados Unidos; 18 de septiembre de 1995) es una futbolista estadounidense que juega como delantera para el NJ/NY Gotham FC de la National Women's Soccer League (NWSL) de Estados Unidos.

## Trayectoria

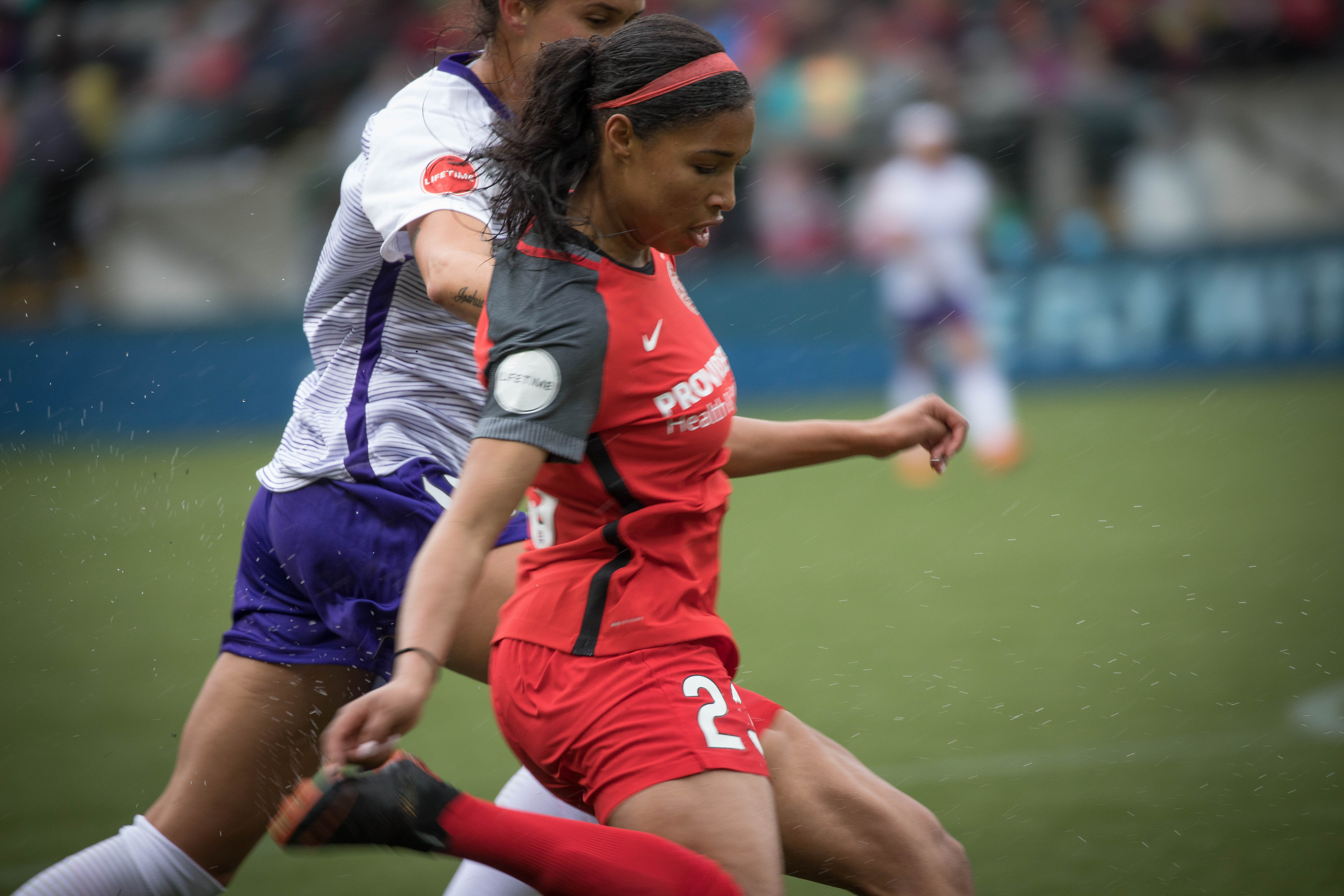
Purce con el Portland Thorns en 2018.

Tras su carrera universitaria con el Harvard Crimson del 2013 al 2016, Purce fue seleccionada por el Boston Breakers en el noveno turno del draft de la NWSL de 2017. Jugó 22 partidos y anotó un gol.
Al desaparecer el Boston Breakers en enero de 2018, la NWSL celebró un draft para que las jugadoras libres pudieran incorporarse a un equipo. Purce fue seleccionada en el cuarto turno por el Portland Thorns. Jugó 21 partidos (16 de ellos como titular) en 2018, desempeñándose principalmente como lateral derecha. Durante la temporada 2019, se movió a posiciones de delantera lateral y central, llegando a anotar 5 goles en un lapso de 5 juegos.
En 2020, Purce se unió al NJ/NY Gotham FC (en aquel entonces llamado Sky Blue FC).

## Estadísticas

### Clubes
| Club               | País           | Año             |
| ------------------ | -------------- | --------------- |
| Boston Breakers    | Estados Unidos | 2017            |
| Portland Thorns FC | Estados Unidos | 2018 - 2019     |
| NJ/NY Gotham FC    | Estados Unidos | 2020 - presente |

## Palmarés

### Títulos internacionales
| Título           | Club           | País           | Año  |
| ---------------- | -------------- | -------------- | ---- |
| Copa SheBelieves | Estados Unidos | Estados Unidos | 2021 |

(*) Incluyendo la Selección